# Perodua
Perodua (Perusahaan Otomobil Kedua Sendirian Berhad) este un producător de automobile maleazian. Majoritatea modelelor se bazează pe modele Daihatsu și Toyota. Perodua exportă modele către Regatul Unit, Cipru, Egipt, Singapore și alte țări.

## Modele
- Perodua Kelisa
- Perodua Kancil
- Perodua Rusa
- Perodua Myvi
- Perodua Viva
- Perodua Alza
- Perodua Nautica
- Perodua Kembara
- Perodua Kenari

## Top Gear despre Perodua
Emisiunea Top Gear prezintă Perodua ca fiind o marcă de mașini care nu pune suflet în crearea modelelor, ceea ce reieșea în testarea modelului Kelisa, după spusele lui Jeremy Clarkson.

## Istorie
După lansarea mărcii Proton pe piața malaeziană, se lansează și Perodua. Primul model a fost Kancil, un supermini cu motor de 660 cm³ bazat pe modelul Daihatsu Ceria. Succesorii lui Kancil sunt puși în ordine astfel:
- Perodua Kelisa
- Perodua Viva
- Perodua Myvi

Celelalte modele sunt independente și nu au predecesor sau succesor Perodua.